# カナリヤ鳴く空
「カナリヤ鳴く空」（カナリヤなくそら）は東京スカパラダイスオーケストラの21枚目のシングル。2001年12月12日発売。発売元はcutting edge。

## 解説
- 歌モノシングル3部作の第2弾。
- ゲストボーカルはチバユウスケ。

## 収録曲
編曲：東京スカパラダイスオーケストラ
1. カナリヤ鳴く空(3:58)
作詞：谷中敦　作曲：NARGO
2. TOO HIP! GOTTA GO!(3:02)
作詞・作曲：冷牟田竜之
3. すべてが狂ってる(2:39)
作曲：冷牟田竜之
4. カナリヤ鳴く空（Instrumental） (3:57)
カラオケバージョンではなく、ボーカルラインをトランペットで演奏したバージョン。

## 収録アルバム
カナリヤ鳴く空
- 『Stompin' On DOWN BEAT ALLEY』（2002年5月22日）
- 『BEST OF TOKYO SKA 1998-2007』（2007年3月21日）
- ベスト『The Last』（2015年3月4日）
- ベスト『TOKYO SKA TREASURES 〜ベスト・オブ・東京スカパラダイスオーケストラ〜』（2020年3月18日）
- ベスト『NO BORDER HITS 2025→2001 〜ベスト・オブ・東京スカパラダイスオーケストラ〜』（2025年3月19日）